# Marinelazarette der Kriegsmarine

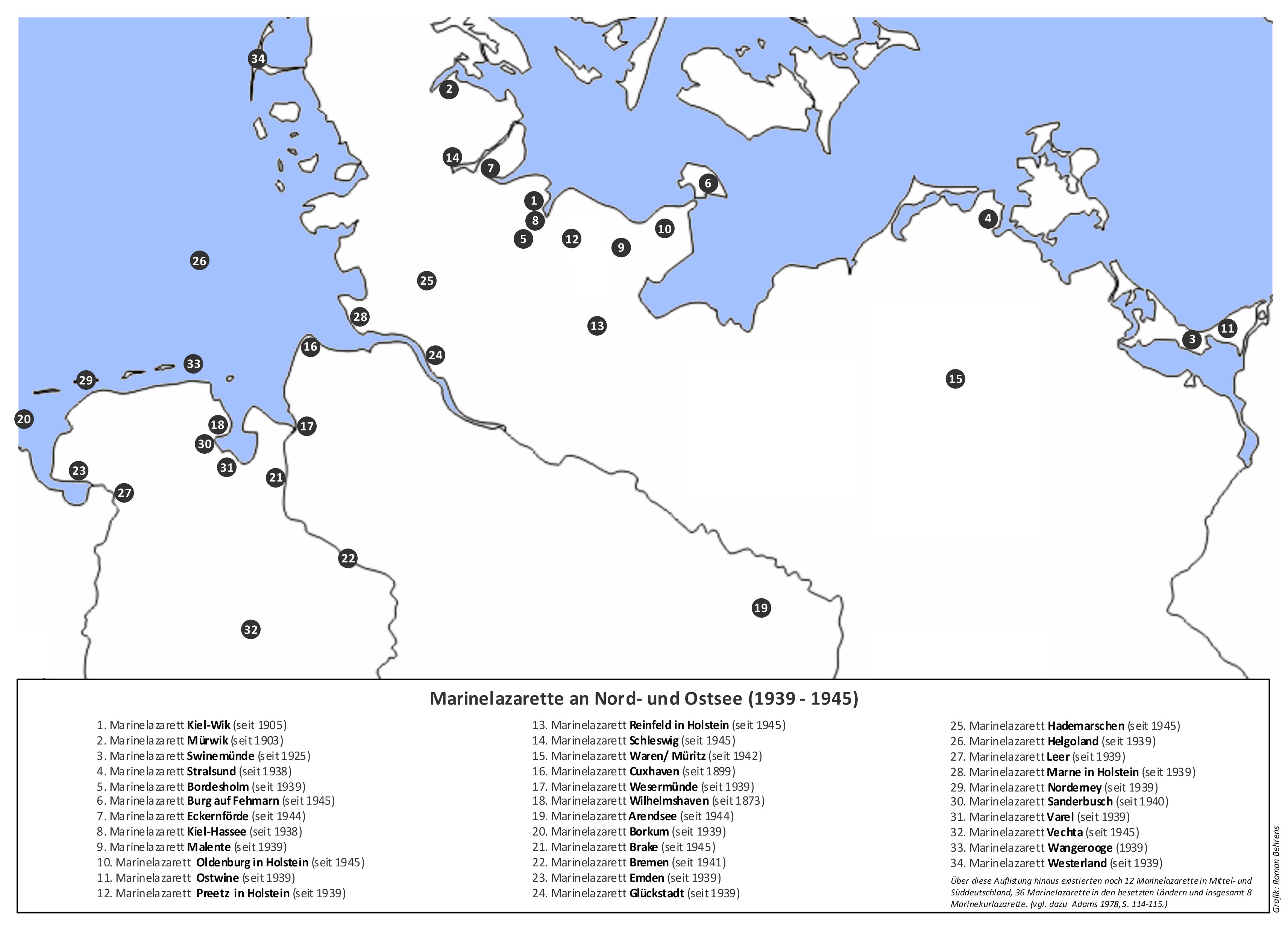
Marinelazarette von 1939 bis 1945

Die Marinelazarette der Wehrmacht waren knapp 80 Lazarette und 8 Erholungseinrichtungen der Kriegsmarine im Zweiten Weltkrieg.
Hinweis: die Auszählung der Marinelazaretts erfolgt in chronologischer Reihenfolge.

## Geschichte
Ab Mitte 1936 wurden bis kurz vor Kriegsende 1945 zahlreiche Marinelazarette eingerichtet. Beeinflusst durch den Kriegsverlauf wurden Marinelazarette geschlossen oder mussten aufgelöst werden. Das Personal ehemaliger Marinelazarette wurden teilweise für die Einrichtung neuer Marinelazaretten an anderen Orten des Reichs eingesetzt.
Anfangs bestanden, im Einklang mit den Marinestationen der Ostsee und Nordsee, Marinelazarette für den Bereich Ostsee und Nordsee. Mit dem Fortgang des Krieges wurden in den von den Deutschen besetzten Gebieten Marinelazarette eröffnet.

## Bereich Ostsee

### Marinelazarett Kiel-Wik
Im Juni 1936 wurde in Kiel-Wik das Marinelazarett Kiel-Wik eingerichtet. Ab Mai 1942 war der Chefarzt in Personalunion auch Chefarzt am Marinelazarett Kiel-Hassee.

#### Chefärzte
- Flottenarzt Kurt Dütschke: von Juni 1936 bis Dezember 1939, später Chefarzt am Marinelazarett Bedburg-Hau
- Flottenarzt Hans-Releff Riege: von Dezember 1939 bis Dezember 1940
- unbesetzt: von Dezember 1940 bis Februar 1941
- Admiralarzt Eberhard Ahrens: von Februar 1941 bis August 1942, später Chefarzt am Marinelazarett Malente
- Marinestabsarzt Heinz Heidenreich: von August 1942 bis Oktober 1942 mit der Wahrnehmung der Geschäfte beauftragt
- Flottenarzt Heinrich Nöldeke: von Oktober 1942 bis April 1943, ehemaliger Chefarzt am Marinelazarett Stralsund
- Geschwaderarzt Ludwig Saltner: von April 1943 bis April 1944, anschließend Chefarzt am Marinelazarett Drontheim
- Flottenarzt Paul Kubitzki: von April 1944 bis Kriegsende, ehemaliger Chefarzt am Marinelazarett Cuxhaven und Marinelazarett Libau

### Marinelazarett Flensburg-Mürwik
Im Juni 1936 wurde in Flensburg-Mürwik das Marinelazarett Flensburg-Mürwik eingerichtet.

#### Chefärzte
- Flottenarzt Helmuth Müller: von Juni 1936 bis März 1942, später Chefarzt am Marinelazarett Marseille-Les Milles
- Marineoberstabsarzt d. R. Martin Steinbrück: von März 1942 bis März 1944, vormals Chefarzt am Marinelazarett St. Idesbaldes und anschließend Chefarzt am Marinelazarett Libau
- Geschwaderarzt Ernst Heinsius: von März 1944 bis April 1945
- Flottenarzt Gustav Paul: von April 1945 bis Kriegsende

### Marinelazarett Swinemünde
Im September 1937 wurde in Swinemünde das Marinelazarett Swinemünde eingerichtet. Neben dem Marinelazarett existierte in Swinemünde ein Ostseekurheim der Marine.

#### Chefärzte
- Marineoberstabsarzt/Geschwaderarzt Alois Evers: von September 1937 bis Dezember 1939, später  Chefarzt am Marinelazarett Stralsund
- Geschwaderarzt Werner Voigt: von Mai 1941 bis Juni 1943, später Chefarzt am Marinelazarett Simferopol und später Chefarzt am Marinelazarett Bornholm
- Flottenarzt Otto Just: von Juni 1943 bis Kriegsende[2], ehemaliger Chefarzt am Marinelazarett Pillau

### Marinelazarett Pillau
1938 wurde in Pillau das Marinelazarett Pillau eingerichtet. Im Februar 1945 wurde das Marinelazarett aufgelöst.

#### Chefärzte
- Marinestabsarzt Herbert Lotichius: von 1938 bis Juni 1940, später Chefarzt am Marinelazarett Dünkirchen und Marinelazarett Simferopol
- Geschwaderarzt Otto Just: von Juli 1940 bis April 1941, später Chefarzt am Marinelazarett Swinemünde
- Geschwaderarzt Franz Kertzendorff: von April 1941 bis September 1942, anschließend Chefarzt am Marinelazarett Bergen
- Marineoberstabsarzt z. V. Hermann Schneider: von September 1942 bis Februar 1944, zugleich Standortarzt Pillau, ehemaliger Chefarzt am Marinelazarett Drontheim
- Geschwaderarzt Gerhard Zimmer: von Februar 1944 bis zur Auflösung, ehemaliger Chefarzt am Marinelazarett Rochefort und anschließend Chefarzt am Marinelazarett Kolding

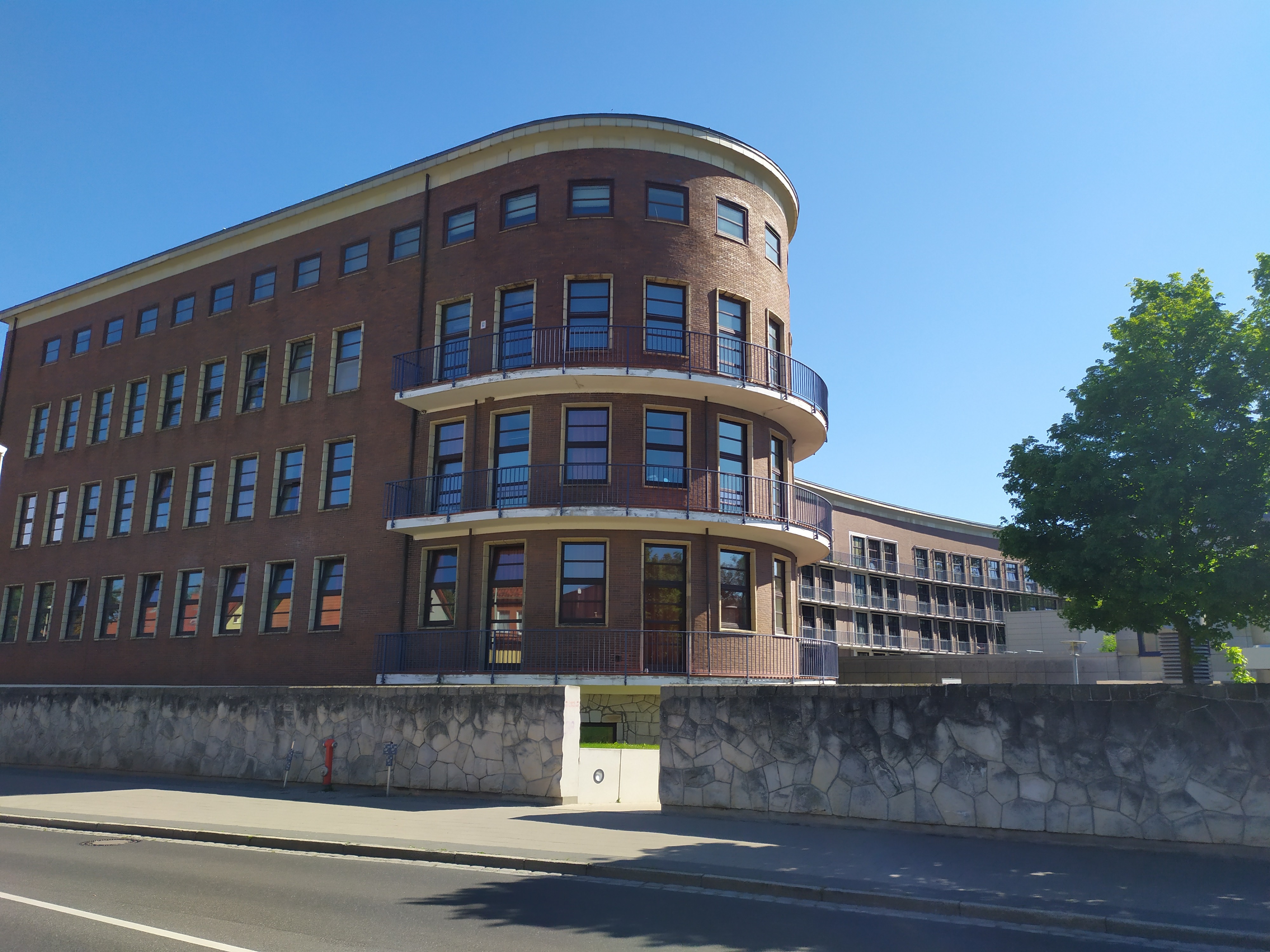
Krankenhaus am Sund in Stralsund, errichtet als Marinelazarett Stralsund.

### Marinelazarett Stralsund
Im Oktober 1938 wurde in Stralsund das Marinelazarett Stralsund eingerichtet.

#### Chefärzte
- Flottenarzt Fritz Nadler: von Oktober 1938 bis Mai 1941
- Flottenarzt Heinrich Nöldeke: von Mai 1941 bis Oktober 1942, vorher Chefarzt am Marinelazarett Kiel-Hassee und anschließend Chefarzt am Marinelazarett Kiel-Wik
- Flottenarzt Alois Evers: von November 1942 bis Februar 1944, ehemaliger Chefarzt am Marinelazarett Swinemünde
- Admiralarzt Hugo Caanitz: von Februar 1944 bis Kriegsende

### Marinelazarett Kiel-Hassee
Im September 1939 nahm das Marinelazarett in Kiel-Hassee seinen Betrieb auf. Die Chefärzte waren ab Mai 1941 in Personalunion, die des Marinelazaretts Kiel-Wik.

#### Chefärzte
- Flottenarzt Eberhard Ahrens: von September 1939 bis Mai 1940
- Flottenarzt Heinrich Nöldeke: von Juli 1940 bis Mai 1941, anschließend Chefarzt am Marinelazarett Stralsund
- Admiralarzt Eberhard Ahrens: von Mai 1941 bis August 1942, später Chefarzt am Marinelazarett Malente
- Marinestabsarzt Heinz Heidenreich: von August 1942 bis Oktober 1942 mit der Wahrnehmung der Geschäfte beauftragt
- Flottenarzt Heinrich Nöldeke: von Oktober 1942 bis April 1943, ehemaliger Chefarzt am Marinelazarett Stralsund
- Geschwaderarzt Ludwig Saltner: von April 1943 bis April 1944, anschließend Chefarzt am Marinelazarett Drontheim
- Flottenarzt Paul Kubitzki: von April 1944 bis Kriegsende, ehemaliger Chefarzt am Marinelazarett Cuxhaven und Marinelazarett Libau

### Marinelazarett Preetz
Im September 1939 nahm das Marinelazarett in Preetz seinen Betrieb auf.

#### Chefärzte
- Marineoberstabsarzt Georg Fehsenfeld: von September 1939 bis April 1940
- Marinestabsarzt Karl Wiederholt: von April 1940 bis Mai 1941
- Marinestabsarzt Günter Vollborn: von Mai 1941 bis August 1942
- Marineoberstabsarzt/Geschwaderarzt Hans Freisleben: von November 1942 bis Dezember 1944
- Geschwaderarzt d. R. Ferdinand Segerath: von Dezember 1944 bis Kriegsende

### Marinelazarett Bordesholm
Am 4. September 1939 nahm das Marinelazarett in Bordesholm seinen Betrieb auf.

#### Chefärzte
- Flottenarzt z. V. Franz Krämer: von September 1939 bis Oktober 1944
- Flottenarzt Werner Voigt: von Oktober 1944 bis Kriegsende, ehemaliger Chefarzt am Marinelazarett Simferopol

### Marinelazarett Ostswine
Am 4. September 1939 nahm das Marinelazarett Ostswine auf Wolin seinen Betrieb auf. Das Lazarett war von September 1940 bis Mai 1941 geschlossen und wurde im Juni 1944 aufgelöst.

#### Chefärzte
- Marineoberstabsarzt Erich Lange: von September 1939 bis September 1940
- geschlossen: von September 1940 bis Mai 1941
- Marineoberstabsarzt Walter Ehrhardt: von Mai 1941 bis September 1941
- Marineoberstabsarzt Kurt Stiller: von September 1941 bis Januar 1943
- Marineoberstabsarzt Franz Kohl: von Januar 1943 bis zur Auflösung

### Marinelazarett Malente
Am 25. September 1939 nahm das Marinelazarett in Malente seinen Betrieb auf.

#### Chefärzte
- Geschwaderarzt Hans Großfuß: von September 1939 bis April 1940
- Admiralarzt Walter Lange: von April 1940 bis November 1943
- Admiralarzt Eberhard Ahrens: von November 1943 bis Oktober 1944, ehemaliger Chefarzt am Marinelazarett Kiel-Wik
- Admiralarzt Hellmut Heim: von November 1944 bis Kriegsende, zugleich Leitender Arzt der chirurgischen Abteilung, ehemaliger Chefarzt am Marinelazarett Hardinghen und Marinelazarett Paris

### Marinelazarett Gotenhafen
Am 7. Oktober 1939 nahm das Marinelazarett in Gotenhafen seinen Betrieb auf. Es bestanden Teillazarette in Lauenburg, Oxhöft und Neustadt. Im März/April 1945 war das Marinelazarett Gotenhafen Festungslazarett.

#### Chefärzte
- Marineoberstabsarzt Hans-Gustav Andree: von September 1939 bis Mai 1940
- Geschwaderarzt Fritz Kanzler: von Mai 1940 bis Februar 1942
- Marineoberstabsarzt Fritz Biedermann: im September 1940 in Vertretung, später Chefarzt am Marinelazarett Frederikshavn
- Flottenarzt Paul Steffan: von März 1942 bis Februar 1944
- Flottenarzt Günther Nerlich: von Februar 1944 bis Februar 1945, anschließend Chefarzt am Marinelazarett Vechta
- Geschwaderarzt Hans-Jochen Witte: März/April 1945, ehemaliger Chefarzt am Marinelazarett Bordeaux

### Marinelazarett Memel
Im Januar 1940 nahm das Marinelazarett in Memel seinen Betrieb auf. Am 4. Dezember 1944 wurde das Marinelazarett Memel aufgelöst.

#### Chefärzte
- Marineoberstabsarzt Siegfried Noodt: von Januar 1940 bis Mai 1940
- Marineoberstabsarzt Walter Kränz: von Mai 1940 bis August 1940, zugleich Arzt am Marinelazarett Stralsund
- unbekannt: von August 1940 bis Februar 1941
- Marineoberstabsarzt Erich Katzschmann: von Februar 1941 bis März 1944
- Marineoberstabsarzt Ernst Godt: von März 1944 bis zur Auflösung, ehemaliger Chefarzt in Vertretung am Marinelazarett Frederikshavn

### Marinelazarett Riga
Das Marinelazarett in Riga bestand lediglich von Juli 1941 bis November 1941 und wurde als Chefarzt nur vom Marineoberstabsarzt Alois Moebs, vormals Chefarzt am Marinelazarett Bergen op Zoom, geführt.

### Marinelazarett Libau
Am 6. Juli 1941 nahm das Marinelazarett in Libau seinen Betrieb auf.

#### Chefärzte
- Marinestabsarzt Hans Würthner: von Juli 1941 bis September 1941 mit der Wahrnehmung der Geschäfte beauftragt
- Geschwaderarzt Gerhard Lepel: von September 1941 bis Dezember 1941, ehemaliger Chefarzt am Marinelazarett Emden und später Chefarzt am Marinelazarett Ile de Croix
- Flottenarzt Gustav Paul: von Dezember 1941 bis März 1942, ehemaliger Leitender Arzt am Marinelazarett Stralsund
- Flottenarzt Paul Kubitzki: von März 1942 bis Januar 1944, später Chefarzt am Marinelazarett Kiel-Wik
- Marineoberstabsarzt d. R. Martin Steinbrück: von März 1944 bis Kriegsende, ehemaliger Chefarzt am Marinelazarett St. Idesbaldes und am Marinelazarett Flensburg-Mürwik

### Marinelazarett Reval
Im Dezember 1941 wurde das Marinelazarett in Reval eingerichtet und nahm am 25. Januar 1942 den Betrieb auf. Am 18. September 1944 wurde er geschlossen und nach Eckernförde verlegt.
Dort wurde am 29. Oktober 1944 das Marinelazarett Eckernförde eröffnet.

#### Chefärzte
- Marineoberstabsarzt d. R. Karl Haedenkamp: von Dezember 1941 bis Januar 1943
- Admiralarzt Egon Schulte-Ostrop: von Januar 1943 bis Februar 1944
- Marineoberstabsarzt d. R. Georg Schertlin: Februar/März 1944, ehemaliger Leitender Arzt am Marinelazarett Kiel-Wik und Marinelazarett Reval
- Marineoberstabsarzt Martin Goede: von März 1944 bis September 1944, ehemaliger Leitender Arzt am Marinelazarett Wilhelmshaven und Marinelazarett Lorient, anschließend Chefarzt am Marinelazarett Eckernförde

### Marinelazarett Waren
Am 1. März 1942 nahm das Marinelazarett in Waren (Müritz) seinen Betrieb auf.

#### Chefärzte
- Geschwaderarzt Dietmar Sieber: von März 1942 bis August 1942
- Geschwaderarzt d. R. Emil Hempel: von August 1942 bis Oktober 1944, ehemaliger Leitender Arzt der Augenabteilung am Marinelazarett Kiel-Hassee und Marinelazarett Stralsund
- Flottenarzt Fritz Siebert: von Oktober 1944 bis Kriegsende, ehemaliger Chefarzt am Marinelazarett Bergen und Chefarzt am Marinelazarett Drontheim

### Marinelazarett Vittel
Am 6. August 1942 nahm das Marinelazarett in Vittel in Lothringen seinen Betrieb auf. Am 1. September 1944 wurde das Marinelazarett nach Edlach im Semmering verlegt und dort in Marinelazarett Edlach umbenannt.
Einziger Chefarzt war der Marineoberstabsarzt und Professor Fritz Meyer, welcher anschließend auch Chefarzt am Marinelazarett Edlach wurde.

### Marinelazarett Edlach
Am 1. September 1944 wurde aus dem ehemaligen Marinelazarett Vittel das Marinelazarett Edlach in Edlach an der Rax eröffnet.
Einziger Chefarzt war bis Kriegsende der Marineoberstabsarzt und Professor Fritz Meyer, welcher zuvor Chefarzt am Marinelazarett Vittel war.

### Marinelazarett Eckernförde
Am 29. Oktober 1944 wurde aus dem ehemaligen Marinelazarett Reval das Marinelazarett Eckernförde in Eckernförde eröffnet.
Einziger Chefarzt war bis Kriegsende der Geschwaderarzt Martin Goede, ehemaliger Leitender Arzt am Marinelazarett Wilhelmshaven und Marinelazarett Lorient, ehemaliger Chefarzt am Marinelazarett Reval.

### Marinelazarett Burg auf Fehmarn
Im Januar 1945 nahm das Marinelazarett in Burg auf Fehmarn seinen Betrieb auf. Einziger Chefarzt war bis Kriegsende der Marineoberstabsarzt und Professor Alfons Lob.

### Marinelazarett Oldenburg i. H.
Im Januar 1945 nahm das Marinelazarett in Oldenburg in Holstein seinen Betrieb auf. Einziger Chefarzt war bis Kriegsende der Flottenarzt Gerhard Kaull.

### Marinelazarett Schleswig
Am 11. Januar 1945 nahm das Marinelazarett in Schleswig den Betrieb auf. Einziger Chefarzt war bis Kriegsende der Geschwaderarzt Wilhelm Schöndube.

### Marinelazarett Reinfeld i. H.
Am 5. Februar 1945 nahm das Marinelazarett in Reinfeld in Holstein den Betrieb auf. Einziger Chefarzt war bis Kriegsende der Marineoberstabsarzt Erwin Börner.

## Bereich Nordsee

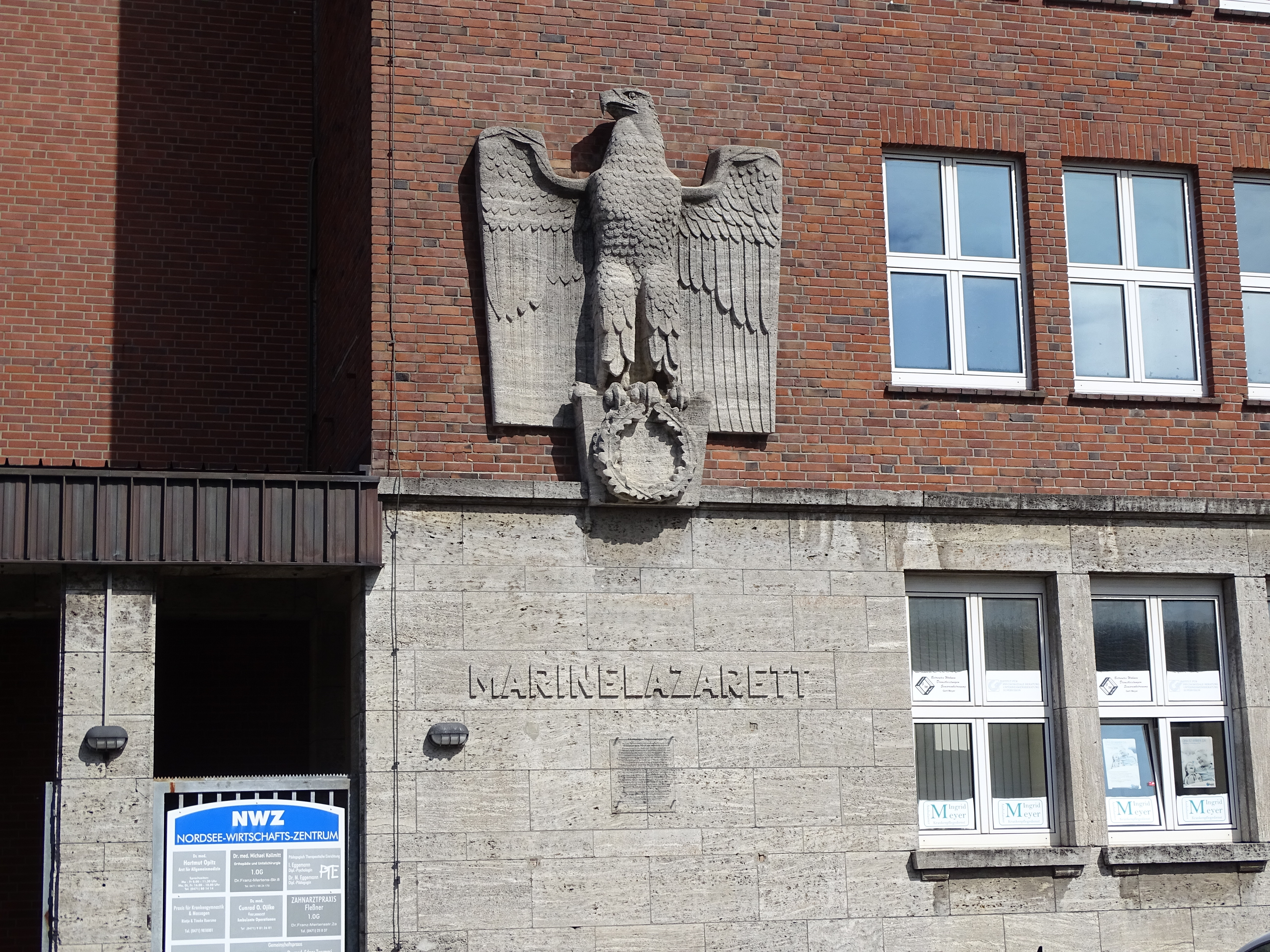
Marinelazarett Wesermünde

### Marinelazarett Wilhelmshaven
1938 nahm das Marinelazarett in Wilhelmshaven seinen Betrieb auf. Dem Marinelazarett Wilhelmshaven war die Marine-Sanitätsschule angeschlossen. Im Februar 1943 wurde das Marinelazarett Wilhelmshaven Teillazarett des Marinelazaretts Sanderbusch. Auch die Marine-Sanitätsschule kam auch nach Sanderbusch.

#### Chefärzte
- Admiralarzt Werner d’Hargues: von Oktober 1938 bis Februar 1941, später Chefarzt am Marinelazarett Eindhoven, Marinelazarett Arendsee und Marinelazarett Bergen op Zoom
- Flottenarzt Gerhard Müller: von Februar 1941 bis Juni 1941 nebenamtlich zu seinem Betrieb im Stab der Marinestation der Nordsee
- Flottenarzt z. V. Robert Evers: von Juli 1941 bis Februar 1943, vormals Chefarzt am Marinelazarett Borkum und zeitgleich ab Februar 1942 Chefarzt am Marinelazarett Sanderbusch

### Marinelazarett Cuxhaven
1939 nahm das Marinelazarett in Cuxhaven seinen Betrieb auf.

#### Chefärzte
- Geschwaderarzt Paul Kubitzki: von April 1939 bis August 1939
- Marineoberstabsarzt d. R. Walter Biese: von September 1939 bis Februar 1941, anschließend Chefarzt am Marinelazarett Cherbourg
- Flottenarzt z. V. Rudolf Seichter: von Februar 1941 bis März 1944, vormals Chefarzt am Marinelazarett Helgoland
- Marineoberstabsarzt Hans-Günter Lahrtz: von November 1942 bis April 1944 mit der Wahrnehmung der Geschäfte beauftragt
- Flottenarzt Kurt Würfel: von April 1944 bis August 1944
- Geschwaderarzt d. R. Arthur Slauck: von August 1944 bis Kriegsende,  ehemaliger Chefarzt am Marinelazarett Bergen op Zoom

### Marinelazarett Borkum
Im September 1939 nahm das Marinelazarett in Borkum seinen Betrieb auf.

#### Chefärzte
- Marineoberstabsarzt Max Ballas: von September 1939 bis März 1941
- Marineoberstabsarzt Wilhelm Dürr: von April 1941 bis Juni 1941, später Chefarzt am Marinelazarett Varel
- Flottenarzt z. V. Robert Evers: Juni/Juli 1941
- Marineoberstabsarzt Siegfried Seeger: von Juli 1941 bis Oktober 1943
- Marineoberstabsarzt Ernst Görisch: von Oktober 1943 bis Oktober 1944, ehemaliger Leitender Arzt am Marinelazarett Emden und Chefarzt am Marinelazarett Bordeaux
- Marineoberstabsarzt Karl Neues: von Oktober 1944 bis Kriegsende

### Marinelazarett Bremen
Im September 1939 wurde das Marinelazarett in Bremen in Betrieb genommen. Im Mai 1941 wurde das Marinelazarett Bremen aufgelöst. Einziger Chefarzt war der Admiralarzt Wilhelms Brahms, welche anschließend Chefarzt am neu eingerichteten Marinelazarett Bedburg-Hau wurde.

### Marinelazarett Emden
Im September 1939 nahm das Marinelazarett in Emden seinen Betrieb auf.

#### Chefärzte
- Marineoberstabsarzt Gerhard Lepel: von September 1939 bis Mai 1940, später Chefarzt am Marinelazarett Libau
- Marineoberstabsarzt d. R. Alois Memmesheimer: von Mai 1940 bis Juli 1940, anschließend Chefarzt am Marinelazarett Heiloo-Alkmaar
- Flottenarzt Erich Lins: von Juli 1940 bis Juni 1942, anschließend Chefarzt am Marinelazarett Varel
- Marineoberstabsarzt d. R. Ernst Oppermann: von Juli 1942 bis Kriegsende

### Marinelazarett Helgoland
Im September 1939 nahm das Marinelazarett in Helgoland seinen Betrieb auf. Es bestand bis Februar 1941. Einziger Chefarzt war der Geschwaderarzt Rudolf Seichter, der anschließend Chefarzt am Marinelazarett Cuxhaven wurde.

### Marinelazarett Leer
Im September 1939 nahm das Marinelazarett in Leer in Ostfriesland seinen Betrieb auf.

#### Chefärzte
- Marineoberstabsarzt Karl Simon: von September 1939 bis November 1941, später Chefarzt am Marinelazarett Beverloo
- Geschwaderarzt Richard Beck: von November 1941 bis Oktober 1944
- Flottenarzt Bruno Korth: von Oktober 1944 bis Kriegsende, vormals Chefarzt am Marinelazarett Piräus

### Marinelazarett Marne i. H.
Im September 1939 nahm das Marinelazarett in Marne in Holstein seinen Betrieb auf.

#### Chefärzte
- Marineoberstabsarzt Hans-Frido Schrader: von September 1939 bis Dezember 1939
- Marineoberstabsarzt Siegfried Seeger: von Dezember 1939 bis Juni 1941
- Marineoberstabsarzt Christoph Blum: von Juni 1941 bis April 1942
- Marineoberstabsarzt d. R. Eberhard Döring: von Mai 1942 bis April 1945
- Geschwaderarzt Hans-Frido Schrader: von April 1945 bis Kriegsende

### Marinelazarett Norderney
Im September 1939 nahm das Marinelazarett in Norderney seinen Betrieb auf und wurde im Mai 1941 aufgelöst.

#### Chefärzte
- Marineoberstabsarzt Hermann Sauerland: von September 1939 bis Januar 1940
- Marineoberstabsarzt d. R. z. V. Rudolf Michaelis: von Januar 1940 bis Mai 1941, ab September 1939 Leitender Arzt am Marinelazarett Norderney, anschließend Chefarzt am Marinelazarett Beverloo

### Marinelazarett Varel
Im September 1939 nahm das Marinelazarett in Varel seinen Betrieb auf.

#### Chefärzte
- Marinegeneralarzt Robert Amelung: von September 1939 bis Juni 1942, anschließend Chefarzt am Marinekurlazarett Garmisch-Partenkirchen
- Flottenarzt Erich Lins: von Juli 1942 bis Mai 1943, vormals Chefarzt am Marinelazarett Emden
- Flottenarzt z. V. Robert Evers: von Mai 1943 bis Februar 1944, vormals Chefarzt am Marinelazarett Sanderbusch
- Marineoberstabsarzt Wilhelm Dürr: von März 1944 bis Kriegsende, ehemaliger Chefarzt am Marinelazarett Borkum

### Marinelazarett Wangerooge
Im September 1939 nahm das Marinelazarett in Wangerooge seinen Betrieb auf und wurde im Oktober 1940 Lazarettabteilung des Marinelazaretts Sanderbusch. Einziger Chefarzt war der Marineoberstabsarzt Hans Rasor.

### Marinelazarett Westerland
Im September 1939 nahm das Marinelazarett in Westerland seinen Betrieb auf und wurde im August 1940 geschlossen. Einziger Chefarzt war der Marineoberstabsarzt d. R. Alois Moebs, anschließend Chefarzt am Marinelazarett Bergen op Zoom und später Chefarzt am Marinelazarett Riga.

### Marinelazarett Glückstadt
Im Oktober 1939 nahm in Glückstadt das Marinelazarett Glückstadt seinen Betrieb auf. Im Februar 1941 wurde das Marinelazarett Glückstadt geschlossen. Das Personal wurde als Aufstellungskommando für das Marinelazarett La Baule herangezogen und verlegte nach dort. Der Betrieb wurde am 19. Mai 1941 wieder aufgenommen.

#### Chefärzte
- Marineoberstabsarzt Paul Schulz-Schmidtborn: von Oktober 1939 bis September 1940
- Marineoberstabsarzt Hinrich Hengstmann: von September 1940 bis Februar 1941, anschließend Chefarzt am Marinelazarett La Baule

### Marinelazarett Wesermünde
1939 wurde das Marinelazarett Wesermünde in Wesermünde eingerichtet.

#### Chefärzte
- Flottenarzt Emil Greul: von April 1939 bis Mai 1941
- Admiralarzt Walther Goette: von Mai 1941 bis Februar 1944
- Flottenarzt Hans Brauns: von Februar 1944 bis Kriegsende

### Marinelazarett Sanderbusch
Im Januar 1940 wurde das Marinelazarett in Sanderbusch eingerichtet und nahm am 1. Oktober 1940 den Betrieb auf. Auch das vormals selbstständige Marinelazarett Wangerooge gehörte mit der Betriebsaufnahme als Lazarettabteilung zum Marinelazarett Sanderbusch. Am 24. Februar 1942 wurde das Marinelazarett Wilhelmshaven Teillazarett von Marinelazarett Sanderbusch.

#### Chefärzte
- Flottenarzt Otto Siegfried Tarnow: von Januar 1940 bis Februar 1943, anschließend Chefarzt am Marinelazarett Simferopol
- Flottenarzt z. V. Robert Evers: von Februar 1943 bis April 1943, vormals Chefarzt am Marinelazarett Wilhelmshaven
- Flottenarzt Friedrich Marckmann: von Mai 1943 bis Kriegsende

### Marinelazarett Bedburg-Hau
Am 1. Juni 1941 wurde das Marinelazarett in Bedburg-Hau in Betrieb genommen.

#### Chefärzte
- Admiralarzt z. V. Wilhelm Brahms: von Juni 1941 bis Februar 1944, ehemaliger Chefarzt am Marinelazarett Bremen
- Admiralarzt Kurt Dütschke: ab Februar 1944, ehemaliger Chefarzt am Marinelazarett Kiel-Wik
- Flottenarzt Kurt Würfel (i. V.): von August 1944 bis Oktober 1944
- Admiralarzt Kurt Dütschke: bis Januar 1945

### Marinelazarett Gailingen
Das Marinelazarett Gailingen nahm im September 1944 den Betrieb auf. Einziger Chefarzt war bis Kriegsende der Marinestabsarzt Walter Drenckhahn.

### Marinelazarett Arendsee
Nachdem Mitte Oktober 1944 das Marinelazarett Eindhoven geräumt werden musste, bildete anschließend das Personal das Marienlazarett Arendsee. Im Oktober 1944 nahm das Marinelazarett in Arendsee in der Altmark den Betrieb auf. Lazarettabteilungen der Marinelazaretts Arendsee waren in Lüchow (Wendland) und Dannenberg (Elbe). Einziger Chefarzt Admiralarzt Werner d’Hargues, welcher vormals Chefarzt am Marinelazarett Bergen op Zoom gewesen war.

### Marinelazarett Brake
Im Februar 1945 nahm das Marinelazarett in Brake (Unterweser) den Betrieb auf. Einziger Chefarzt war bis Kriegsende der Marineoberstabsarzt Kurt Leue.

### Marinelazarett Vechta
Im Februar 1945 nahm das Marinelazarett in Vechta den Betrieb auf. Einziger Chefarzt war bis Kriegsende der Flottenarzt Günther Nerlich, vormals Chefarzt am Marinelazarett Gotenhafen.

### Marinelazarett Hademarschen
Am 18. April 1945 nahm das Marinelazarett in Hademarschen den Betrieb auf. Einziger Chefarzt war bis Kriegsende der Marineoberstabsarzt Paul Bergsträsser.

### Marinelazarett Freiburg
Zum Marinelazarett in Freiburg im Breisgau sind keine Angaben ermittelbar.

## Bereich Dänemark und Norwegen

### Marinelazarett Frederikshavn
Am 13. Juni 1940 wurde das Marinelazarett in Frederikshavn in Betrieb genommen.

#### Chefärzte
- Marineoberstabsarzt d. R. Harald Runze: von Juni 1940 bis September 1940, ehemaliger Chefarzt des Ostseekurheims des Marinelazaretts Swinemünde
- Marineoberstabsarzt d. R. Fritz Biedermann: von September 1940 bis Juni 1942, zugleich Arzt beim Hafenkommandanten Noworossijsk, ehemaliger Chefarzt am Marinelazarett Gotenhafen
- Marineoberstabsarzt/Geschwaderarzt d. R. Kurt Klippstein: von Juni 1942 bis Januar 1945

### Marinelazarett Bergen
Am 10. Februar 1941 wurde das Marinelazarett in Bergen in Betrieb genommen.

#### Chefärzte
- Geschwaderarzt Fritz Siebert: von Februar 1941 bis August 1942, anschließend Chefarzt am Marinelazarett Drontheim und später Chefarzt am Marinelazarett Waren
- Geschwaderarzt/Flottenarzt Franz Kertzendorff: von September 1942 bis September 1943, ehemaliger Chefarzt am Marinelazarett Pillau
- Geschwaderarzt Otto Franke: von September 1943 bis Kriegsende

### Marinelazarett Narvik
Am 9. September 1941 wurde das Marinelazarett in Narvik in Betrieb genommen.

#### Chefärzte
- Geschwaderarzt Wilhelm Pettker: von September 1941 bis Februar 1945, zugleich Leitender Arzt und Sanitätsoffizier im Stab des Seekommandanten Narvik
- Marineoberstabsarzt Thomas Fritschi: von Februar 1945 bis Kriegsende, zugleich Leitender Arzt der Hautabteilung

### Marinelazarett Drontheim
Am 8. Januar 1942 wurde das Marinelazarett in Drontheim in Betrieb genommen.

#### Chefärzte
- Marineoberstabsarzt z. V. Hermann Schneider: von Januar 1942 bis September 1942, zugleich Leitender Arzt der II. Abteilung, anschließend Chefarzt am Marinelazarett Pillau
- Flottenarzt Fritz Siebert: von September 1942 bis Dezember 1943, vormals Chefarzt am Marinelazarett Bergen und später Chefarzt am Marinelazarett Waren
- Marineoberstabsarzt Paul Hornbostel: von Dezember 1943 bis März 1944
- Geschwaderarzt/Flottenarzt Ludwig Saltner: von April 1944 bis Kriegsende, vormals Chefarzt am Marinelazarett Kiel-Wik

### Marinelazarett Skodsborg
Im April 1944 wurde das Marinelazarett in Skodsborg bei Kopenhagen in Betrieb genommen.

#### Chefärzte
- Marineoberstabsarzt/Geschwaderarzt Gustav Thermann: von März 1944 bis Oktober 1944, zugleich ab September 1943 bis Kriegsende Leitender Sanitätsoffizier im Stab des Admirals Skagerrak
- Marineoberstabsarzt Heinrich Aßmus: von Oktober 1944 bis Kriegsende

### Marinelazarett Tromsö
Bis November 1944 bestand in Tromsö ein Heereslazarett und wurde dann erst in ein reines Marinelazarett umfunktioniert. Einziger Chefarzt war bis Kriegsende der Marineoberstabsarzt Rudolf Meyer.

### Marinelazarett Kolding
Im Februar 1945 wurde das Marinelazarett in Kolding in Betrieb genommen. Einziger Chefarzt war bis Kriegsende der Geschwaderarzt Gerhard Zimmer, ehemaliger Chefarzt am Marinelazarett Pillau.

## Bereich Belgien und die Niederlande

### Marinelazarett Bergen op Zoom
Im August 1940 wurde das Marinelazarett in Bergen op Zoom in Betrieb genommen. Als im Mai 1941 in Eindhoven das Marinelazarett Eindhoven eingerichtet wurde, wurde die beiden Chefarztposten in Personalunion besetzt. Im Oktober 1944 wurde das Marinelazarett Bergen op Zoom geschlossen. Das Personal wurde nach Rotterdam verlegt und bildete hier das Marinelazarett Rotterdam.

#### Chefärzte
- Marineoberstabsarzt d. R. Alois Moebs: von August 1940 bis Mai 1941, anschließend Chefarzt am Marinelazarett Riga
- Admiralarzt Karl Eyerich: von Mai 1941 bis März 1944, anschließend Chefarzt am Marinelazarett Marseilles
- Geschwaderarzt d. R. Arthur Slauck: von März 1944 bis Juni 1944 mit der Wahrnehmung der Geschäfte beauftragt, später Chefarzt am Marinelazarett Cuxhaven
- Admiralarzt Werner d’Hargues: von Juni 1944 bis Oktober 1944, anschließend Chefarzt am Marinelazarett Arendsee
- Marineoberstabsarzt z. V. Heinrich Kollmeier: Oktober 1944, vormals Chefarzt am Marinelazarett Hardinghen-Calais und anschließend Chefarzt am Marinelazarett Rotterdam

### Marinelazarett Heiloo-Alkmaar
Im Juli 1940 wurde das Marinelazarett in Heiloo-Alkmaar in Betrieb genommen.

#### Chefärzte
- Marineoberstabsarzt d. R. Alois Memmesheimer: von Juli 1940 bis April 1941, vormals Chefarzt am Marinelazarett Emden
- Marineoberstabsarzt d. R. Walther Suchier: von April 1941 bis April 1942
- Marineoberstabsarzt z. V. Ernst Bergmann: von April 1942 bis Kriegsende

### Marinelazarett Beverloo
Im Mai 1941 wurde das Marinelazarett in Beverloo in Betrieb genommen. Im November 1944 wurde das Marinelazarett Beverloo aufgelöst.

#### Chefärzte
- Marineoberstabsarzt d. R. z. V. Rudolf Michaelis: von Mai 1941 bis Februar 1943, vormals Chefarzt am Marinelazarett Norderney
- Geschwaderarzt Karl Simon: von Februar 1943 bis November 1944, ehemaliger Chefarzt am Marinelazarett Leer

### Marinelazarett Eindhoven
Das Marinelazarett nahm im Mai 1941 in Eindhoven seinen Betrieb auf. Der Chefarzt des Marinelazaretts Bergen op Zoom war in Personalunion Chefarzt am Marinelazarett Eindhoven. Am 17. Oktober 1944 wurde das Marinelazarett Eindhoven geräumt.
Im Oktober 1944 wurde das Personal erst nach Rastede geschickt und kam dann nach Arendsee (Altmark). Hier wurde im gleichen Monat das Marinelazarett Arendsee eingerichtet.

#### Chefärzte
- Admiralarzt Karl Eyerich: von Mai 1941 bis März 1944, anschließend Chefarzt am Marinelazarett Marseilles
- Geschwaderarzt d. R. Arthur Slauck: von März 1944 bis Juni 1944 mit der Wahrnehmung der Geschäfte beauftragt, später Chefarzt am Marinelazarett Cuxhaven
- Admiralarzt Werner d’Hargues: von Juni 1944 bis Oktober 1944, anschließend Chefarzt am Marinelazarett Arendsee

### Marinelazarett Rotterdam
Nach der Auflösung des Marinelazaretts Bergen op Zoom und der Überführung des Personals nach Rotterdam, ging im Oktober 1944 hier das Marinelazarett in Betrieb. Einziger Chefarzt war bis Kriegsende der Marineoberstabsarzt Heinrich Kollmeier, ehemaliger Chefarzt am Marinelazarett Bergen op Zoom.

## Bereich Frankreich

### Marinelazarett Hardinghen-Calais
Im Juni 1940 wurde das Marinelazarett in Hardinghen bei Calais in Betrieb genommen und im Oktober 1944 aufgelöst.

#### Chefärzte
- Flottenarzt Hellmut Heim: von Juni 1940 bis September 1943, zugleich Leitender Arzt der chirurgischen Abteilung, anschließend Chefarzt am Marinelazarett Paris
- Marineoberstabsarzt d. R. Wilhelm Kollmeier: von September 1943 bis August 1944, anschließend Chefarzt am Marinelazarett Bergen op Zoom
- Marineoberstabsarzt d. R. Gerhard Gmeiner: von August 1944 bis Oktober 1944, vormals Chefarzt am Marinelazarett Cherbourg

### Marinelazarett Lorient
Bereits im Juli 1940 nahm das Marinelazarett in Lorient seinen Betrieb auf. Hierfür wurde das ehemalige französische Marinelazarett übernommen.

#### Chefärzte
- Flottenarzt Alfred Staby: von Juli 1940 bis März 1941
- Marineoberstabsarzt Walter Taube: von Mai 1941 bis Mai 1943 (†)
- Geschwaderarzt Werner Voigt: von Juni 1943 bis September 1943
- Geschwaderarzt Hans Schlichting: von September 1943 bis Kriegsende

### Marinelazarett Brest
Im August 1940 nahm das Marinelazarett in Brest seinen Betrieb auf und wurde im September 1944 aufgelöst.

#### Chefärzte
- Geschwaderarzt Joachim-Günther Krabbe: von Juli 1940 bis Dezember 1940
- Flottenarzt Erich Domke: von Dezember 1940 bis März 1943
- Geschwaderarzt Max Bühler: von März 1943 bis September 1944

### Marinelazarett Cherbourg
Im August 1940 nahm das Marinelazarett in Cherbourg seinen Betrieb auf und wurde im August 1943 aufgelöst.

#### Chefärzte
- Marineoberstabsarzt Hans-Frido Schrader: von Juli 1940 bis März 1941, ehemaliger und späterer Chefarzt am Marinelazarett Marne i. H.
- Marineoberstabsarzt d. R. Walter Biese: von März 1941 bis Juni 1943, anschließend Chefarzt am Marinelazarett Nantes
- Marineoberstabsarzt d. R. Gerhard Gmeiner: von Juni 1943 bis August 1943, später Chefarzt am Marinelazarett Hardighem-Calais

### Marinelazarett Dünkirchen
Im September 1940 nahm das Marinelazarett in Dünkirchen seinen Betrieb auf und wurde im November 1942 aufgelöst.

#### Chefärzte
- Marinestabsarzt Herbert Lotichius: von September 1940 bis November 1942, ehemaliger Chefarzt am Marinelazarett Pillau und später Chefarzt am Marinelazarett Simferopol
- Marineoberstabsarzt Metge: von November 1940 bis November 1942

### Marinelazarett Rochefort
1941 nahm das Marinelazarett in Rochefort (Charente-Maritime) seinen Betrieb auf und wurde im Juni 1943 nach La Rochelle verlegt.

#### Chefärzte
- Marineoberstabsarzt Gerhard Zimmer: von Mai 1941 bis Juni 1942, ehemaliger Leitender Arzt am Marinelazarett Wesermünde und am Marinelazarett Cherbourg
- Marineoberstabsarzt Hugo Kübler: von Juli 1942 bis Juni 1943, ehemaliger Leitender Arzt am Marinelazarett Brest und zugleich Leitender Arzt der Abteilung II und anschließend Chefarzt am Marinelazarett La Rochelle

### Marinelazarett La Baule
Im Januar 1941 nahm das Marinelazarett in La Baule einen Betrieb auf. Im Juni 1943 wurde das Marinelazarett nach Nantes verlegt und dort Marinelazarett Nantes.

#### Chefärzte
- Flottenarzt Karl-Adalbert Kraft: von Januar 1941 bis August 1942
- Flottenarzt Julius Tietmeyer: von August 1942 bis Juni 1943

### Marinelazarett St. Idesbaldes
Im Juli 1941 nahm das Marinelazarett St. Idesbaldes in Westflandern seinen Betrieb auf.

#### Chefärzte
- Marineoberstabsarzt d. R. Martin Steinbrück: von Juli 1941 bis März 1942, anschließend Chefarzt am Marinelazarett Flensburg-Mürwik
- Marineoberstabsarzt Kurt Helpap: von Juli 1942 bis März 1943, zugleich Leitender Arzt und u. a. ehemaliger Leitender Arzt am Marinelazarett Wesermünde

### Marinelazarett Bordeaux
1942 nahm das Marinelazarett Bordeaux seinen Betrieb auf.

#### Chefärzte
- Marineoberstabsarzt Ernst Görisch: von Juni 1942 bis Oktober 1943, anschließend Chefarzt am Marinelazarett Borkum
- Geschwaderarzt Hans-Jochen Witte: von Oktober 1943 bis Oktober 1944

### Marinelazarett Montpellier
Ab Februar 1943 bestand das Marinelazarett in Montpellier. Im März 1944 wurde es aufgelöst. Einziger Chefarzt war der Flottenarzt Helmuth Müller, ehemaliger Chefarzt am Marinelazarett Flensburg-Mürwik.

### Marinelazarett Nantes
Im Juni 1943 wurde das Marinelazarett La Baule aufgelöst und nach Nantes geschickt. Hier wurde daraus das Marinelazarett Nantes gebildet und bestand bis Kriegsende.

#### Chefärzte
- Geschwaderarzt d. R. Walter Biese: von Juni 1943 bis November 1944, vormals Chefarzt am Marinelazarett Cherbourg
- Marineoberstabsarzt d. R. Paul Andreae (i. V.): von Dezember 1944 bis Januar 1945, als Leitender Arzt

### Marinelazarett La Rochelle
Das Marinelazarett in La Rochelle wurde am 20. Juni 1943 in Betrieb genommen. Hierfür wurde das Marinelazarett Rochefort aufgelöst. Kurz vor Kriegsende wurde es zugleich Festungslazarett. Einziger Chefarzt war bis Kriegsende der Geschwaderarzt Hugo Kübler, vormals Chefarzt am Marinelazarett Rochefort.

### Marinelazarett Marseille
Im September 1943 wurde in Marseilles Les Milles das Marinelazarett Marseilles eingerichtet. Im August 1944 ging das Personal in Kriegsgefangenschaft.

#### Chefärzte
- unbekannt
- Admiralarzt Karl Eyerich: von März 1944 bis August 1944, anschließend in Kriegsgefangenschaft

### Marinelazarett Paris
Das Marinelazarett Paris wurde im November 1943 eingerichtet und bestand bis September 1944. Einziger Chefarzt und zugleich Leitender Arzt der chirurgischen Abteilung war der Flottenarzt Hellmut Heim, welcher vormals Chefarzt am Marinelazarett Hardinghen-Calais war und anschließend Chefarzt am Marinelazarett Malente wurde.

### Marinelazarett Île de Groix
Im August 1944 nahm das Marinelazarett auf Île de Groix seinen Betrieb auf. Einziger Chefarzt war der Flottenarzt Gerhard Lepel, ehemaliger Chefarzt am Marinelazarett Emden und Chefarzt am Marinelazarett Libau.

### Festungslazarett Gironde-Nord (Festung Royan)
Um Royan war Ende Januar 1944 die Festung Gironde-Nord errichtet worden. Sie bestand u. a. aus einem Atlantikhafen und war Bestandteil der sogenannten Atlantikfestung.
Das Festungslazarett Gironde-Nord wurde im September 1944 eingerichtet und bestand bis April 1945. Einziger Chefarzt war der Marineoberstabsarzt Adolf Schröder.

## Bereich Südost und Italien

### Marinelazarett Simferopol
Im Dezember 1942 nahm das Marinelazarett in Simferopol auf der Krim seinen Betrieb auf. Im April 1944 wurde das Marinelazarett nach Techirghiol in Rumänien verlegt.

#### Chefärzte
- Geschwaderarzt Herbert Lotichius: von Dezember 1942 bis Februar 1943, ehemaliger Chefarzt am Marinelazarett Dünkirchen und Marinelazarett Pillau
- Flottenarzt Otto Siegfried Tarnow: von Februar 1943 bis September 1943, ehemaliger Chefarzt am Marinelazarett Sanderbusch
- Flottenarzt Werner Voigt: von Oktober 1943 bis April 1944, ehemaliger Chefarzt am Marinelazarett Swinemünde, anschließend Chefarzt am Marinelazarett Techirghiol und später Chefarzt am Marinelazarett Bornholm

### Marinelazarett Piräus
Im Februar 1943 nahm das Marinelazarett in Piräus seinen Betrieb auf. Es bestand bis Oktober 1944. Einziger Chefarzt war der Flottenarzt Bruno Korth, welcher anschließend Chefarzt am Marinelazarett Leer wurde.

### Marinelazarett Salsomaggiore
Im September 1943 nahm das Marinelazarett in Salsomaggiore seinen Betrieb auf. Im Oktober 1944 nach Triest verlegt, wurde es dort das Marinelazarett Triest. Einziger Chefarzt war der Marineoberstabsarzt Jürgen Hartmann.

### Marinelazarett Ercegnovi
Im Oktober 1943 nahm das Marinelazarett in Ercegnovi, eigentlich Herceg Novi, bei Dubrovnik seinen Betrieb auf. Im Herbst 1944 wurde das Marinelazarett aufgelöst.

#### Chefärzte
- Marineoberstabsarzt Udo Ellerbroek: von Oktober 1943 bis April 1944
- Marineoberstabsarzt Thomas Fritschi: von Mai 1944 bis August 1944

### Marinelazarett Porto Lago
Im März 1944 nahm das Marinelazarett in Porto Lago auf Leros seinen Betrieb auf. Bis zu diesem Zeitpunkt war es italienisches Marinelazarett gewesen. Einziger Chefarzt war bis Kriegsende der Marineoberstabsarzt Hans Lenzner, welcher zeitgleich Sanitätsoffizier beim Seekommandanten Dodekanes war.

### Marinelazarett Triest
Im Oktober 1944 wurde aus dem aufgelösten Marinelazarett Salsomaggiore das Marinelazarett in Triest eingerichtet. Einziger Chefarzt war bis Kriegsende der Geschwaderarzt Otto Eckart.

### Marinelazarett Techirghiol
Im Oktober 1944 wurde aus dem aufgelösten Marinelazarett Simferopol das Marinelazarett in Techirghiol in Rumänien eingerichtet. Einziger Chefarzt war bis August 1944 der Flottenarzt Werner Voigt, u. a. ehemaliger Chefarzt am Marinelazarett Simferopol.

## Erholungseinrichtungen

### Bereich Ostsee

#### Marinekurlazarett Edlach
Das Marinekurlazarett Edlach, nicht identisch mit dem Marinelazarett Edlach, wurde auf 15. Juni 1940 in Betrieb genommen. Im September 1944 wurde das Marinekurlazarett Edlach nach Hohenaschau verlegt und dort das Marinekurlazarett Hohenaschau gebildet.

##### Chefärzte
- Geschwaderarzt Walter Kugelmann: von Juni 1940 bis Juli 1941
- Marineoberstabsarzt Gerhard Schwaer: von Juli 1941 bis September 1942
- Marineoberstabsarzt Heinrich Aßmus: von September 1942 bis Mai 1944, später Chefarzt am Marinelazarett Skodsborg
- Marineoberstabsarzt Armin Hof: von Mai 1944 bis August 1944, anschließend Chefarzt am Marinekurlazarett Hohenaschau

#### Marinekurlazarett Hohenaschau
Aus dem Marinekurlazarett Edlach wurde am 1. September 1944 das Marinekurlazarett Hohenaschau gebildet. Einziger Chefarzt war bis Kriegsende der Marineoberstabsarzt Armin Hof, ehemaliger Chefarzt am Marinekurlazarett Edlach.

### Bereich Nordsee

#### Marinekurheim Bad Schwalbach
Das Marinekurheim Bad Schwalbach nahm am 26. Oktober 1941 den Betrieb auf. Einziger Heimleiter war bis Kriegsende der Korvettenkapitän Hayo Broders.

#### Marinekurlazarett Kissingen
Das Marinekurlazarett Kissingen wurde am 15. Mai 1941 in Betrieb genommen.

##### Chefärzte
- Geschwaderarzt Max Schlosser: von Mai 1941 bis Oktober 1944
- Geschwaderarzt d. R. Paul Roediger: von Oktober 1944 bis Kriegsende

#### Marinekurlazarett Garmisch-Partenkirchen
Das Marinekurlazarett Garmisch-Partenkirchen wurde am 15. Juni 1942 in Betrieb genommen.

##### Chefärzte
- Marinegeneralarzt Robert Amelung: von Juni 1942 bis März 1944, vormals Chefarzt am Marinelazarett Varel
- Geschwaderarzt Wilhelm Vosgerau: von März 1944 bis Kriegsende

#### Marinekurheim Weilerbach
Das Marinekurheim Weilerbach wurde bis April 1944 durch den Korvettenkapitän Wilhelm Merks und anschließend bis September 1944 durch Fregattenkapitän d. R. Hans Fuchs, dem ehemaligen Heimleiter des Marineerholungsheims Bellagio, geleitet.

#### Marinekurlazarett St. Blasien
Das Marinekurlazarett St. Blasien wurde am 20. Februar 1942 eingerichtet. Einziger Chefarzt war bis Kriegsende der Professor und Flottenarzt d. R. Adolf Bacmeister.

### Bereich Südost und Italien

#### Marineerholungsheim Bellagio
Fregattenkapitän d. R. Hans Fuchs, welcher später Heimleiter des Marinekurheims Weilerbach wurde, war von August 1943 bis Oktober 1943 Heimleiter des Marineerholungsheims Bellagio.